# لکرآباد علیا
لکرآباد علیا، روستایی در دهستان دره‌رود جنوبی بخش دره‌رود شهرستان انگوت در استان اردبیل ایران است.

## جمعیت
بر پایه سرشماری عمومی نفوس و مسکن در سال ۱۳۹۵، جمعیت این روستا برابر با ۱۴۵ نفر (۴۵ خانوار) بوده‌است.